# 尾斗山水库
尾斗山水库是中国湖北省黄冈市红安县境内的一座水库，位于举水支流杨家河上，建于1961年。水库正常库容为7220万立方米，平均水深为5.60米，集雨面积为74平方千米，海拔为69.5米。